# Rexík (animovaný seriál)
Rexík (v polském originále Reksio) je polský animovaný seriál. Vypráví o příhodách sympatického strakatého voříška Rexíka a jeho přátel – slepic, koček, dalších psů a jeho páníčků. Pejska vymyslel režisér a scenárista Lechosław Marszałek.
Seriál vznikal v letech 1967 až 1990 ve Studiu kreslených filmů (Studio Filmów Rysunkowych) v Bílsku-Bělé. Celkem bylo natočeno 65 dílů.